# Stazione di Mezzolombardo
La stazione di Mezzolombardo è la stazione ferroviaria della linea Trento-Malé-Mezzana, posta lungo la ferrovia Trento-Malé-Mezzana, inaugurata nel 1964 in sostituzione della preesistente tranvia, a servizio del comune di Mezzolombardo.

## Storia
Il primitivo impianto, inaugurato nel 1909 sorgeva a sud rispetto all'esistente, nell'area delimitata da quelle che in seguito divennero le vie Fiorini e Milano, e risultava comune rispetto alla tranvia Trento-Malé e alla Ferrovia Mezzocorona-Mezzolombardo.
La nuova stazione venne attivata con l'entrata in servizio del tronco ferroviario Trento-Cles, avvenuta nel 1960.

## Strutture e impianti
La gestione dell'impianto è affidata alla società Trentino trasporti.
Il fabbricato viaggiatori, in muratura, si presenta come un edificio ad un solo piano, allungato e con all'estremità un edificio a due piani adibito ad edificio privato.
Il piazzale dispone di tre binari. Di questi, il terzo è privo di banchina per l'accesso ai viaggiatori, mentre il secondo binario è di corsa e mentre il primo viene impiegato per le coincidenze. Il primo e il secondo sono collegati fra loro da una passerella in legno.
Lungo il binario 1 è presente un deposito-officina della Trentino Trasporti.

## Servizi
- Biglietteria a sportello
- Biglietteria automatica
- Sala d'attesa
- Servizi igienici
- Bar